# Rue Albert-de-Lapparent
La rue Albert-de-Lapparent est une voie du 7e arrondissement de Paris, en France.

## Situation et accès
La rue Albert-de-Lapparent est une voie publique située dans le 7e arrondissement de Paris. Elle débute au 2, rue Léon-Vaudoyer et se termine au 7, rue José-Maria-de-Heredia.
Le quartier est desservi par la ligne 10 à la station Ségur.

## Origine du nom

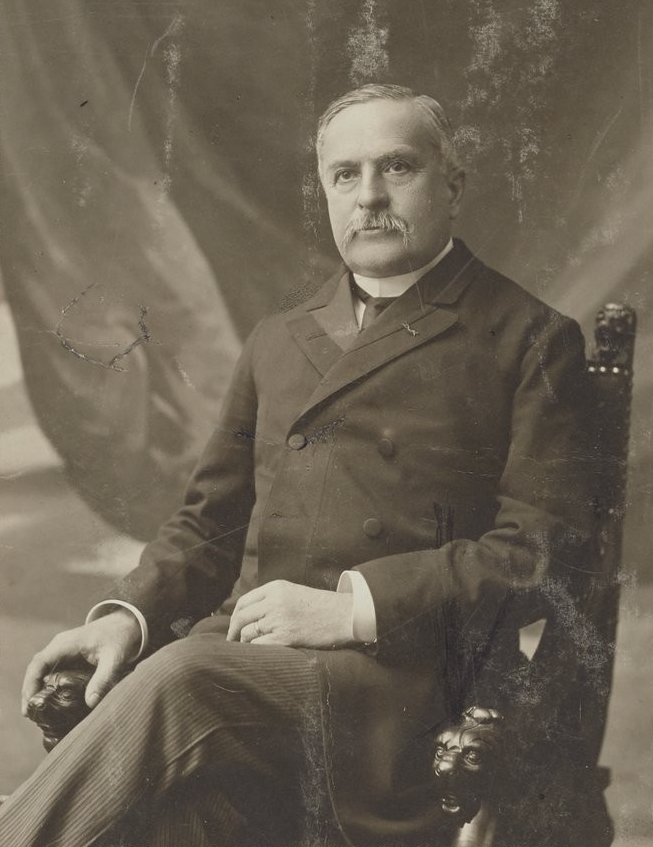
Albert de Lapparent.

La rue fut nommée en l'honneur d'Albert de Lapparent, polytechnicien et géologue de la seconde partie du XIXe siècle et du début du XXe siècle.

## Historique
Cette rue fut ouverte en 1909 sur l'emplacement d'un ancien couvent de carmélites.

## Bâtiments remarquables et lieux de mémoire
- Nos 4 à 8 : emplacement d’un ancien couvent de carmélites[2].

### La rue au cinéma
Le film Mission impossible 6 de Christopher McQuarrie a été partiellement tourné rue Albert-de-Lapparent.